# Black Widow XXX: An Axel Braun Parody
Black Widow XXX: An Axel Braun Parody — американский порнографический фильм о супергероях, написанный и снятый Акселем Брауном для Wicked Pictures. Является порнопародией на фильм Чёрная вдова.

## В ролях
- Кензи Тейлор в роли Капитана Марвел
- Лэйси Леннон в роли Наташи Романофф/Чёрной Вдовы
- Елена Кошка в роли Елены Беловой/Чёрной Вдовы
- Кейси Киссес[англ.] в роли Петры
- Мик Блю в роли Георгия Лучкова
- Сет Гэмбл в роли Дэдпула
- Рамон Номар в роли надсмотрщика
- Джон Стронг в роли торговца оружием

## Список сцен
Всего в фильме 4 сцены:
1. Лэйси Леннон, Джон Стронг и Мик Блю[2]
2. Кейси Киссес и Лэйси Леннон[3]
3. Кензи Тейлор и Сет Гэмбл (Special Release)[4]
4. Елена Кошка, Лейси Леннон и Рамон Номар[4]

## Награды и номинации
Фильм получил награду NightMoves Award 2021 в категории «Первый выбор».
Фильм был номинирован на XRCO Award 2022 в трёх категориях:
- Лучшая актриса
- Лучшая комедия
- Лучшая пародия (победа)[6]

Фильм был номинирован XBIZ Awards 2022 в 8 категориях:
- Художественный фильм года
- Лучшая актерская игра — Главная роль
- Лучшая актерская игра второго плана
- Лучшая сексуальная сцена — Художественный фильм (победа)[8]
- Лучший сценарий
- Лучшая операторская работа
- Лучшее художественное направление (победа)[8]

Фильм также был номинирован на AVN Awards 2022 в 9 категориях:
- Лучшая мужская роль – полнометражный фильм
- Лучшая женская роль – полнометражный фильм (победа)[10]
- Лучшее художественное направление
- Лучший монтаж
- Лучшая женская роль (победа)[10]
- Лучший макияж
- Лучший сценарий – полнометражный фильм (победа)[10]
- Лучшая командная секс-сцена в тегах
- Премия Марка Стоуна за выдающуюся комедию (победа)[10]